# 関東鉄道水戸営業所
関東鉄道水戸営業所（かんとうてつどうみとえいぎょうしょ）は、茨城県水戸市住吉町にある関東鉄道のバス営業所。営業所略記はMiToのMT。営業所に併設するバス停留所の名称は吉沢車庫（よしざわしゃこ）。

## 現行路線
水戸営業所管内の路線は、主に水戸駅と郊外の住宅団地等を結ぶ路線を筆頭に、茨城県庁、水戸市役所などの行政施設を結ぶ路線、偕楽園、水戸市植物公園などの観光施設を結ぶ路線、ヨークタウン水戸、イオンタウン水戸南などの沿線の商業施設を結ぶ路線の他、国道6号を南下して石岡駅まで伸ばす長距離路線などがある。路線バスの営業エリアは水戸市、東茨城郡茨城町、小美玉市、石岡市である。

### 一般路線バス

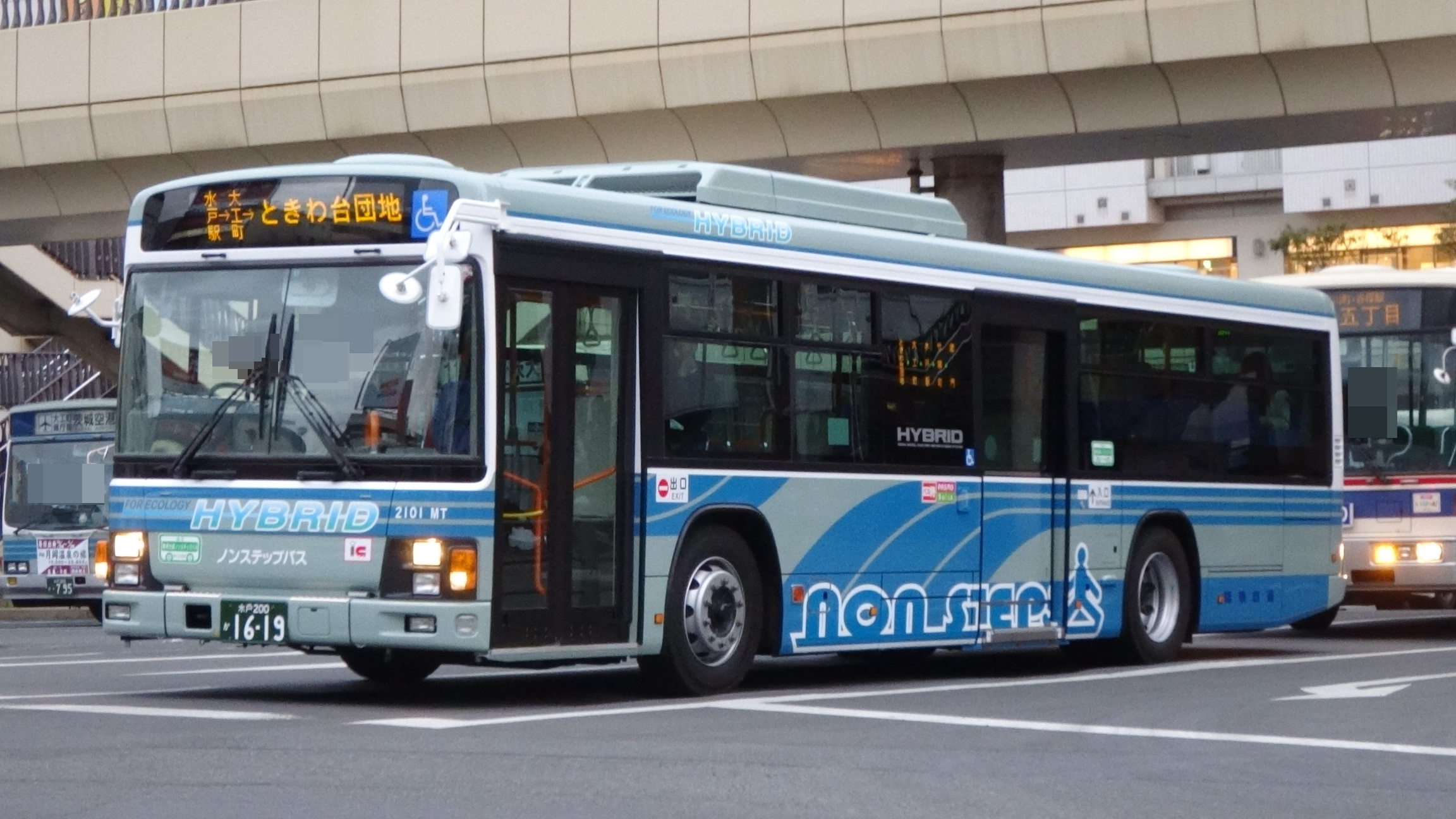
水戸営業所担当の路線バス車両（エルガハイブリッド）
2016年4月19日 水戸駅北口

#### 水戸駅発着

##### 北口発着
- 水戸駅 - 大工町 - 千波  - 県庁前 - 奥ノ谷 - 茨城東高校前 - 堅倉 - 竹原 - 石岡駅 （← 八間道路 ← 石岡車庫）
路線距離は約32.4kmと、水戸営業所担当の一般路線の中では最も距離が長い。全区間乗り通した場合の所要時間は約1時間20分、運賃は1,240円。また土休日はIC1日乗車券が利用できるため、800円で乗車できる。平日の石岡行き始発便は松ヶ丘始発（「平須」から1本石岡寄り）。石岡車庫始発は朝1便のみで、ほとんどが水戸駅 - 石岡駅間の運用である[注釈 1]。なお、水戸方面の平日の始発便は堅倉始発である[注釈 2]。かつては水戸側は吉沢車庫発着便（台町 - 水戸駅南口 - 水戸市役所北経由）や、石岡側は奥ノ谷、新長岡止まりの便も運用されていた。
- 水戸駅 - 大工町 - 千波 - 県福祉会館前 - 県庁前 - 平須 - 奥ノ谷坂上
上記路線の区間便。朝1往復(休日は水戸駅発片道1便のみ)のみそれぞれ運行[注釈 3]。奥ノ谷坂上でのバス折り返しは奥ノ谷坂上バス停から石岡方面に100m進んだ関鉄所有物件の駐車場で転回を行う。かつては吉沢車庫始発、県自動車学校始発、運転免許センター始発便も存在した。
- 水戸駅 - 大工町 - 千波 - 県福祉会館前 - 県庁前 - 平須 - 長岡
2024年(令和6年)の改正より登場。それまでの夜間の奥ノ谷坂上行きを短縮した系統で、夜間片道1便のみ運行。反対側の長岡始発水戸駅行きは運行されていない。
- 県自動車学校 - 平須 - 県庁前 - 県福祉会館前 - 千波 - 大工町 - 水戸駅 - 三高下 - 台町 - 県自動車学校 （← 矢頭 / 警察学校前 →） 運転免許センター
主に茨城県道50号水戸神栖線、国道50号（水戸市街地）、茨城県道180号長岡水戸線を経由して、水戸市内を循環するメイン系統。 2016年（平成28年）9月1日のダイヤ改正より運転免許センター発県自動車学校行きは警察学校前経由から矢頭経由へ経路変更[2]。
- 運転免許センター →（直行）水戸駅 特急わかば号
平日昼と夕方の合計2便のみ運行。免許センターを出ると、水戸駅まで停車しない。
- 県自動車学校 - 平須 - 県庁前 - 県福祉会館前 - 千波 - 大工町 - 水戸駅 - 三高下 - 台町 - 吉沢車庫
平日朝1便を県自動車学校行きを除き、全便が上記の「運転免許センター」が閉場している夜間に運行。
- 県自動車学校 - 平須 - 県庁前 - 県福祉会館前 - 千波 - 大工町 - 水戸駅
上記路線の区間便。水戸駅行きは平日の朝3便と昼1便のみ運行。反対側の水戸駅発平須方面は平日夕方1便のみ運行。
- 県庁バスターミナル - 県福祉会館前 - 千波 - 大工町 - 水戸駅 - 三高下 - 台町 - 県自動車学校(← 矢頭 ← 奥ノ谷 ← 茨城町役場)
- 県庁バスターミナル - 県福祉会館前 - 千波 - 大工町 - 水戸駅 - 三高下 - 台町 - 吉沢車庫
茨城町役場発は朝の3便（休日は1便）のみ。県自動車学校発着便は平日のみ。2003年（平成15年）以前は「長岡十字路」止まりの区間便が最終便として運行されていた。
- 大山台住宅 - ときわ台団地 - 大工町 - 水戸駅 - 竹隈町 - 酒門 - けやき台団地
大山台住宅行きは休日けやき台団地発最終便のみ運行。かつてはときわ台団地発着だったが、2020年（令和2年）12月21日のダイヤ改正でときわ台団地から狭間川を隔てた先の大山台住宅まで延伸した[3]。その後、2021年（令和3年）6月16日の改正で更に赤塚駅南口まで路線を延長した（当該路線の詳細は赤塚駅発着の項を参照）。
- 偕楽園 - 大工町 - 水戸駅 - 竹隈町 - 酒門 - けやき台団地
2021年（令和3年）6月16日運行開始。平日は朝2往復のみ運行。休日は午前1往復と、夕方のけやき台発偕楽園行き1便のみ運行。
- 大山台住宅 - ときわ台団地 - 大工町 - 水戸駅 - 竹隈町 - 酒門 - 東部工業団地
- 県庁バスターミナル - 県福祉会館前 - 千波 - 大工町 - 水戸駅 - 竹隈町 - 酒門 - 東部工業団地
平日ダイヤでは大山台住宅発着便は最終1便のみ、県庁バスターミナル発着便は日中時間帯に運行。休日ダイヤは県庁バスターミナル発着便は朝の1便のみ運行。夕方以降は水戸駅発着便のみの運行となる。東部工業団地でのバス転回はニコン水戸製作所正門前で行う。
- 水戸駅 - 大工町 - 千波 - 県福祉会館前 - 県庁前 - 平須団地入口 - 明光台団地入口 - 水戸医療センター
2004年（平成16年）に水戸医療センター開院に伴いそれまでの明光台団地線を延長する形で開業した。延長後も2008年（平成20年）までは明光台団地内に乗り入れていたが、現在[いつ?]は明光台団地内乗り入れは廃止されている。
- 水戸医療センター → 明光台団地入口 → 平須団地入口 → 県庁前 → 県福祉会館前 → 千波 → 大工町 → 水戸駅  → 水戸市役所北 → 水戸駅南口 → 台町 → 吉沢車庫
1日片道1本のみ運行。
- 県自動車学校 - 米沢中央 - ヨークタウン水戸 - 工業高校前 - みなみ団地入口 - 水戸駅南口 - 水戸市役所北 - 水戸駅 - 大工町 - 千波 - 県福祉会館前 - 小吹 - 植物公園 - 市立競技場（ケーズデンキスタジアム水戸）
1987年（昭和62年）市立競技場の開設に合わせ、それまでの経路だった小吹新道経由から木工団地経由に移行[注釈 4]される形で新設された路線だが、現在[いつ?]の市立競技場行きは休日2往復のみ運行される[注釈 5]。植物公園行き[注釈 6] は朝夕のみ運行。ただし、水戸ホーリーホック主催試合開催日は、一部の便が市立競技場まで延長運行される[注釈 7][4]。
- 水戸駅 - 泉町一丁目 - 大工町 - 常磐神社入口（神崎寺前） - 偕楽園[注釈 8]
2015年（平成27年）9月28日新設。偕楽園で『水戸の梅まつり』開催期間中は通常便の他に、茨城交通と共に臨時増発便も運行される。
- 偕楽園 - 大工町 - 水戸駅 - 文化センター - 千波上本郷 - 緑岡高校入口 - 畑中 - 払沢 - 文化センター入口 - 水戸駅 - 大工町 - 偕楽園
- 偕楽園 - 大工町 - 水戸駅 - 文化センター入口 - 払沢 - 畑中 - 緑岡高校入口 - 千波上本郷 - 文化センター - 水戸駅 - 大工町 - 偕楽園
千波地区の住宅地を循環する路線。この2路線は路線上の一部に狭隘箇所があるため、中型車限定運用となっている。早朝と夜間の便は水戸駅発着。平日は夕方以降に水戸駅発着となる。
- 水戸駅 - 文化センター - 千波上本郷 - 緑岡高校入口 - 畑中 - ヨークタウン水戸 - 吉沢団地前 - 吉沢車庫
- 水戸駅 - 文化センター入口 - 払沢 - 畑中 - ヨークタウン水戸 - 吉沢団地前 - 吉沢車庫
水戸駅行きは早朝のみ、吉沢車庫行きは夜のみ運行で、払沢経由吉沢車庫行きは平日夜のみ運行。中型車限定運用。
- 県自動車学校 → 笠原中学校前 → 県庁バスターミナル → 卸センター → 笠原小学校 → 緑岡高校入口 → 千波上本郷 → 文化センター → 水戸駅 → 大工町 → 偕楽園
平日早朝片道1便のみの運行。中型車限定運用。2001年（平成13年）の県庁バスターミナル乗り入れ以前は笠原公民館を経由していた。
- 水戸駅 - 水戸市役所北 - 水戸駅南口 - 台町 - 四中前 - 吉沢車庫
2003年（平成15年）のダイヤ改正まではときわ台団地始発であったが、ダイヤ改正後は全便水戸駅発着となった。平日のみ運行。
- 水戸駅 -（途中不停車） - 水戸協同病院
2023年（令和5年）4月1日運行開始。路線距離は約900mと、関鉄グループの一般路線バスでは走行距離が最も短い。茨城交通と共同運行[5]。
- 大山台住宅 → ときわ台団地 → 新道（芳流橋） → 水戸駅
早朝のみ運行。
- 県庁バスターミナル → 県福祉会館前 → 千波 → 新道（芳流橋） → 水戸駅
平日夕方片道1便のみ運行。
- 水戸駅 - 新道（芳流橋） - 千波 - 県福祉会館前 - 県庁前 - 平須団地入口 - 明光台団地入口 - 水戸医療センター
早朝のみ運行。休日は水戸医療センター行き1便のみ運行。
- 水戸駅 → 新道（芳流橋） → 千波 → 県福祉会館前 → 県庁前 → 平須 → 県自動車学校
夕方片道1便のみ運行。
- 奥ノ谷坂上 → 平須 → 県庁前 → 県福祉会館前 → 千波 → 新道（芳流橋） → 水戸駅
平日早朝のみ運行。反対方向の新道経由奥ノ谷行きは鉾田車庫営業所が運行担当。

##### 南口発着
- 水戸駅南口 - みなみ団地入口 - 一里塚 - 吉沢車庫
水戸駅南口発着路線のメイン系統。出入庫路線でもあるため平日は日中でも1時間に1～2本程度運行される。
- 水戸駅南口 ← みなみ団地入口 ← 工業高校前 ← 笠原中央 ← 県庁前 ← 平須 ← 明光台団地入口 ← 水戸医療センター
2004年（平成16年）の水戸医療センター開院に合わせて新設した路線。開設当初は低床車優先ダイヤが存在した。2021年の改正で休日1往復のみの運行に減便。さらに、2024年の改正で休日昼の水戸医療センター発の片道1便のみの運行となった。
- 水戸駅南口 - みなみ団地入口 - 工業高校前 - ヨークタウン水戸 - 米沢中央 - 県自動車学校 - 矢頭 - イオンタウン水戸南
2003年（平成15年）に開設。その後イオンタウン水戸南が開店したため2007年（平成19年）7月25日から一部便が県自動車学校からイオンタウン水戸南まで運行区間を延伸した。イオンタウン水戸南発着便は朝夕のみの運行。日中便と夜間は県自動車学校発着。ヨークタウン水戸[注釈 9]開業に合わせ2020年2月29日（令和2年）のダイヤ改正で休日のみ増便された[6]。『イオンタウン水戸南』でのバス発着は西側の『イエローハット』脇にある。
- 水戸駅南口 - （直行） - 県庁 - 県庁バスターミナル
1999年（平成11年）に茨城県庁舎が現在地へ移転した際、茨城交通、茨城オート、ジェイアールバス関東と共同で運行開始した路線。その後2004年（平成16年）にジェイアールバス関東が撤退、2010年（平成22年）の茨城オートのバス事業廃止に伴い、現在[いつ?]は茨城交通との2社共同運行となっている。
- 水戸駅南口 - みなみ団地入口 - 工業高校前 - ヨークタウン水戸 - 吉沢団地前 - 中水門橋東 - 笠原中東 - 県庁 - 県庁バスターミナル
2019年（平成31年）4月1日運行開始[7]。上記の県庁シャトルバスの各駅停車便。平日のみ運行。運行開始時は日中時間帯の関東鉄道担当便のみ停車していたが、2020年（令和2年）4月1日のダイヤ改正で朝夕夜間の関東鉄道担当便の一部便も各停化[8]。2021年（令和3年）6月16日に後述の笠原循環開業に合わせ「中水門橋東」バス停を新設。
- 水戸駅南口 - みなみ団地入口 - 酒門東 - けやき台団地
2019年（平成31年）4月1日運行開始[9]。
- 水戸駅南口 - 水城高校前 - みなみ団地入口 - 工業高校前
2021年（令和3年）12月20日運行開始。平日朝夕のみ運行。
- 水戸駅南口 - 水戸市役所 - 文化センター - 千波上本郷 - 緑岡高校入口 - 畑中 - 払沢 - 文化センター入口 - 水戸市役所 - 水戸駅南口
- 水戸駅南口 - 水戸市役所 - 文化センター入口 - 払沢 - 畑中 - 緑岡高校入口 - 千波上本郷 - 文化センター - 水戸市役所 - 水戸駅南口
2019年（平成31年）4月1日運行開始。平日日中のみ運行。中型車限定運用。2020年（令和2年）4月1日のダイヤ改正より水戸市役所敷地内への乗り入れ開始[10][注釈 10]。
- 水戸駅南口 - 水城高校入口 - 水戸市役所北 - 水戸市役所
2020年（令和2年）6月29日運行開始。関鉄グループの一般路線バスでは走行距離が2番目に短い。水戸市役所行きは平日朝2便、水戸駅南口行きは平日夕方2便のみそれぞれ運行[11][12]。
- 水戸駅南口 - 白梅坂上 - 福沢住宅入口（新道）- ヨークタウン水戸 - 笠原橋東 - 新笠原 - 東野町 - 米沢代官山下 - 中水門橋東 - ヨークタウン水戸 - 福沢住宅入口（新道）- 白梅坂上 - 水戸駅南口（笠原循環）
- 笠原橋東 → 新笠原 → 東野町 → 米沢代官山下 → 中水門橋東 → ヨークタウン水戸 → 福沢住宅入口（新道）→ 白梅坂上 → 水戸駅南口 ※朝のみ運行
- 水戸駅南口 → 白梅坂上 → 福沢住宅入口（新道）→ ヨークタウン水戸 → 笠原橋東 → 新笠原 → 東野町 → 米沢代官山下 → 中水門橋東 ※夕方、夜間のみ運行
2021年（令和3年）6月16日運行開始[13]。平日朝3本（土日祝朝2本）は「笠原橋東」始発。夕方1便、夜間2便（土日祝は夜間の最終便1便）は｢中水門橋東｣止まり。｢千波中入口｣までは駅南中央通りを経由。｢荒谷一本松北｣～｢千波幼稚園前｣までは茨城県道235号下入野水戸線バイパスを経由する。｢ヨークタウン水戸｣から先が循環区間となり、笠原地区→東野地区の順に反時計回りで運行する。千波地区の住宅地を循環する本郷・払沢循環とは異なり、東野地区→笠原地区と時計回りに循環するコースは運行されていない。

#### 赤塚駅発着
- 水戸駅 - 大工町 - 大工町三丁目（アダストリアみとアリーナ[注釈 11]） - 自由ヶ丘 - 常磐大学前 - 姫子中央 - 赤塚駅南口 
2020年（令和2年）4月1日運行開始。ジェイアールバス関東水戸支店が運行していた「水都東線」が関東鉄道へ移管された事に伴い運行開始した[14][15][16]。関東鉄道の一般路線バスが赤塚駅南口へ乗り入れるのは後述の県庁シャトルバス赤塚線撤退以来、約9年ぶりとなる。土日祝日に常磐大学で授業がある日は特別ダイヤで運行される他、オープンキャンパスや大学入学共通テストの開催日は臨時便が運行される。
- 赤塚駅南口 - 見和図書館 - 見川二丁目西（表町）- 大内田 - 大山台住宅 - 大工町 - 水戸駅 - 竹隈町 - 酒門 - けやき台団地
- 赤塚駅南口 - 見和図書館 - 見川二丁目西（表町）- 大内田 - 大山台住宅 - 大工町 - 水戸駅 - 竹隈町 - 酒門 - 東部工業団地
- 赤塚駅南口 - 見和図書館 - 見川二丁目西（表町）- 大内田 - 大山台住宅 - 新道（芳流橋） - 水戸駅
- 赤塚駅南口 - 見和図書館 - 見川二丁目西（表町）- 大内田 - 大山台住宅 - 県福祉会館前 - 笠原中央 - 一里塚 - 吉沢車庫
2021年（令和3年）6月16日運行開始[17]。それまでの大山台住宅線を大幅に延伸する形で開業した。「石川町入口」～「赤塚駅南口」間は上述の「水都東線」のルートを走行する。新道経由便は朝のみ運行。夕方の便は水戸駅発着。吉沢車庫発赤塚駅南口行きは早朝2本（休日は1本）のみ。赤塚駅南口発吉沢車庫行きは休日夜間1本のみ運行。

#### その他
- 湖南住宅前 - 御茶園 - 新道払沢 - 千波小学校前
千波小学校前行きは平日朝1本のみ、湖南住宅前行きは平日夕方2本のみ運行。休校日運休。かつては県自動車学校始発便（三高下、水戸駅、大工町経由）や千波山始発便、千波中学校まで延長運行する便も存在した。

### 高速バス

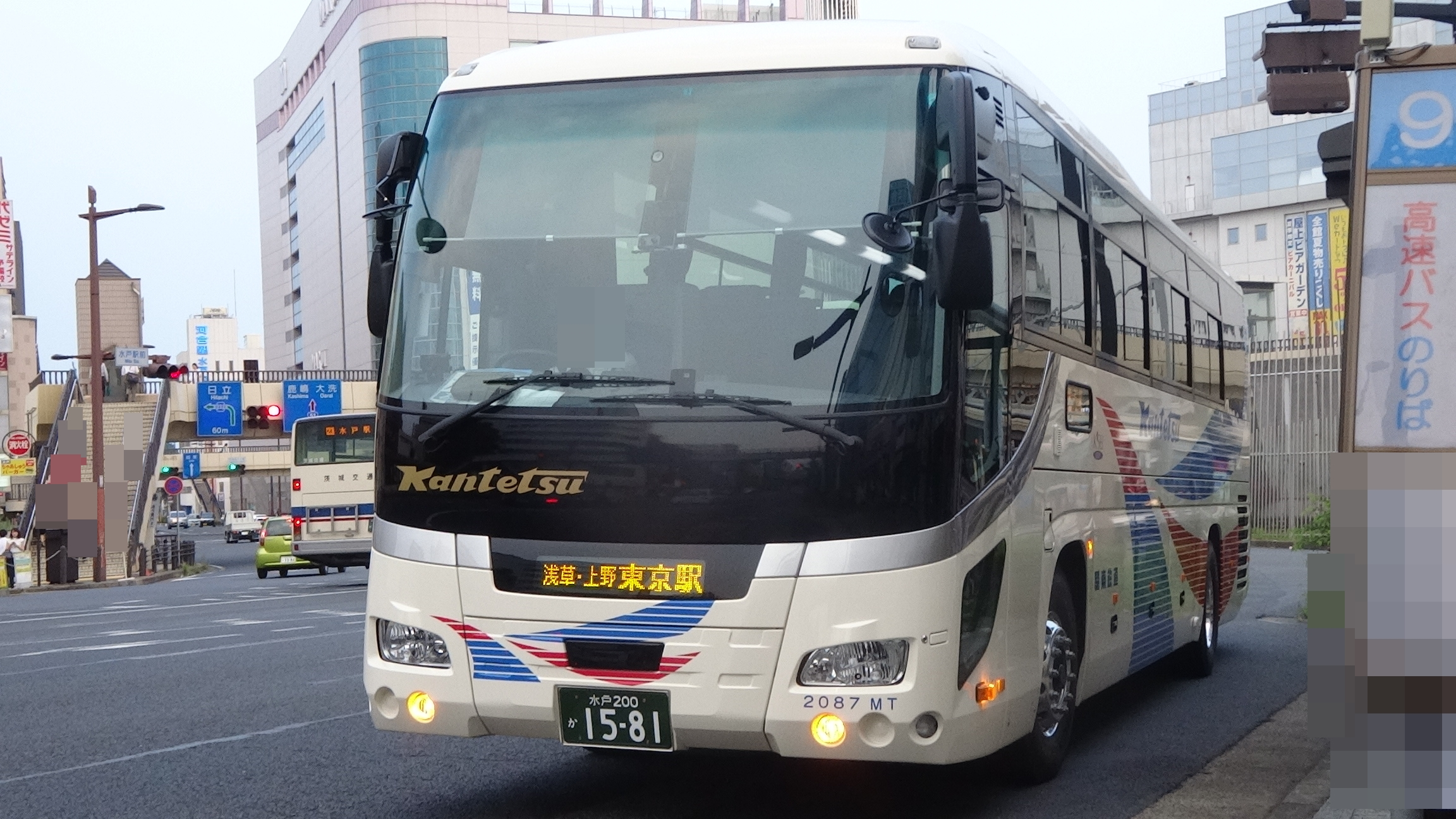
水戸営業所担当の高速バス“みと号”
2015年8月4日(火)水戸駅

- みと号・ミッドナイトみと号（水戸駅・（赤塚駅・茨城県庁前）・石岡 - 東京駅、茨城交通・ジェイアールバス関東と共同運行）
  - 1988年（昭和63年）4月27日運行開始。当初は赤塚ルートのみの運行だったが、後に北関東自動車道開通に合わせて2000年（平成12年）12月1日に県庁ルートが、水戸北スマートインターチェンジ開通に合わせて2008年（平成20年）6月16日に茨大ルートが追加された。なお、県庁ルートは運行開始から2009年（平成21年）7月16日までは新宿駅まで延長して運行されていた。2023年（令和5年）2月10日をもって、茨大ルートは廃止となった[18]。
- よかっぺ号（水戸駅南口・石岡・土浦駅東口・つくばセンター - 京都駅八条口・大阪駅前（東梅田）・近鉄なんば駅西口（OCATビル）・ユニバーサル・スタジオ・ジャパン、近鉄バスと共同運行）
  - 2001年（平成13年）4月26日運行開始。
- 水戸駅南口 - 茨城空港（茨城交通と共同運行）

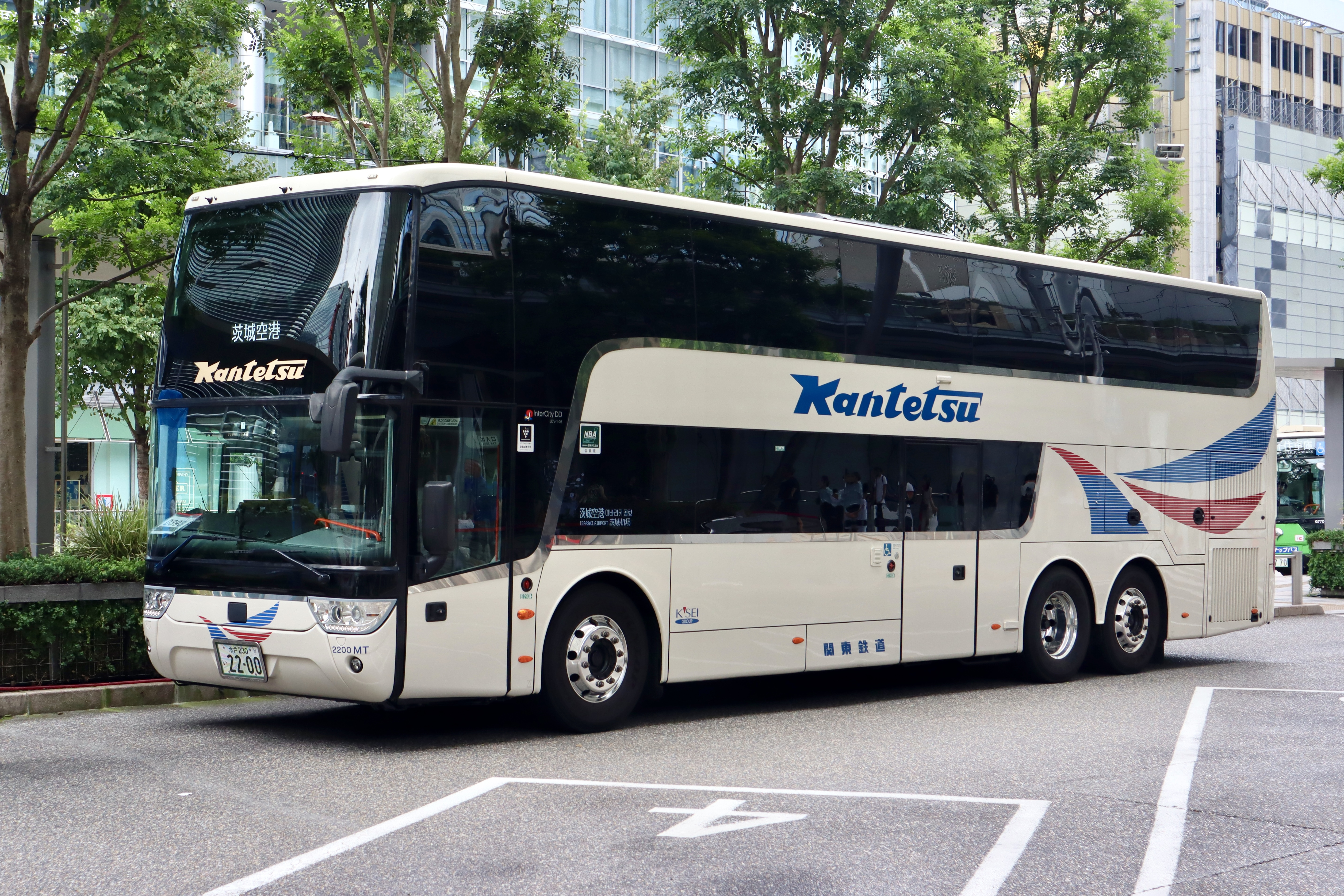
茨城空港線

  - 2010年（平成22年）4月16日運行開始。
- ローズライナー (茨城交通勝田営業所・水戸駅南口⇔成田空港、千葉交通・茨城交通と共同)
  - 2024年（令和６年）10月1日新規参入。
- 茨城空港 - 東京駅

- - 2010年（平成22年）5月27日に会員制ツアーバス形式で運行開始[19]、同年6月19日からは路線バスとして運行[20]。
- 水戸駅南口・大工町・赤塚駅北口・大塚・石岡・つくばセンター・下広岡 - 東京ディズニーリゾート

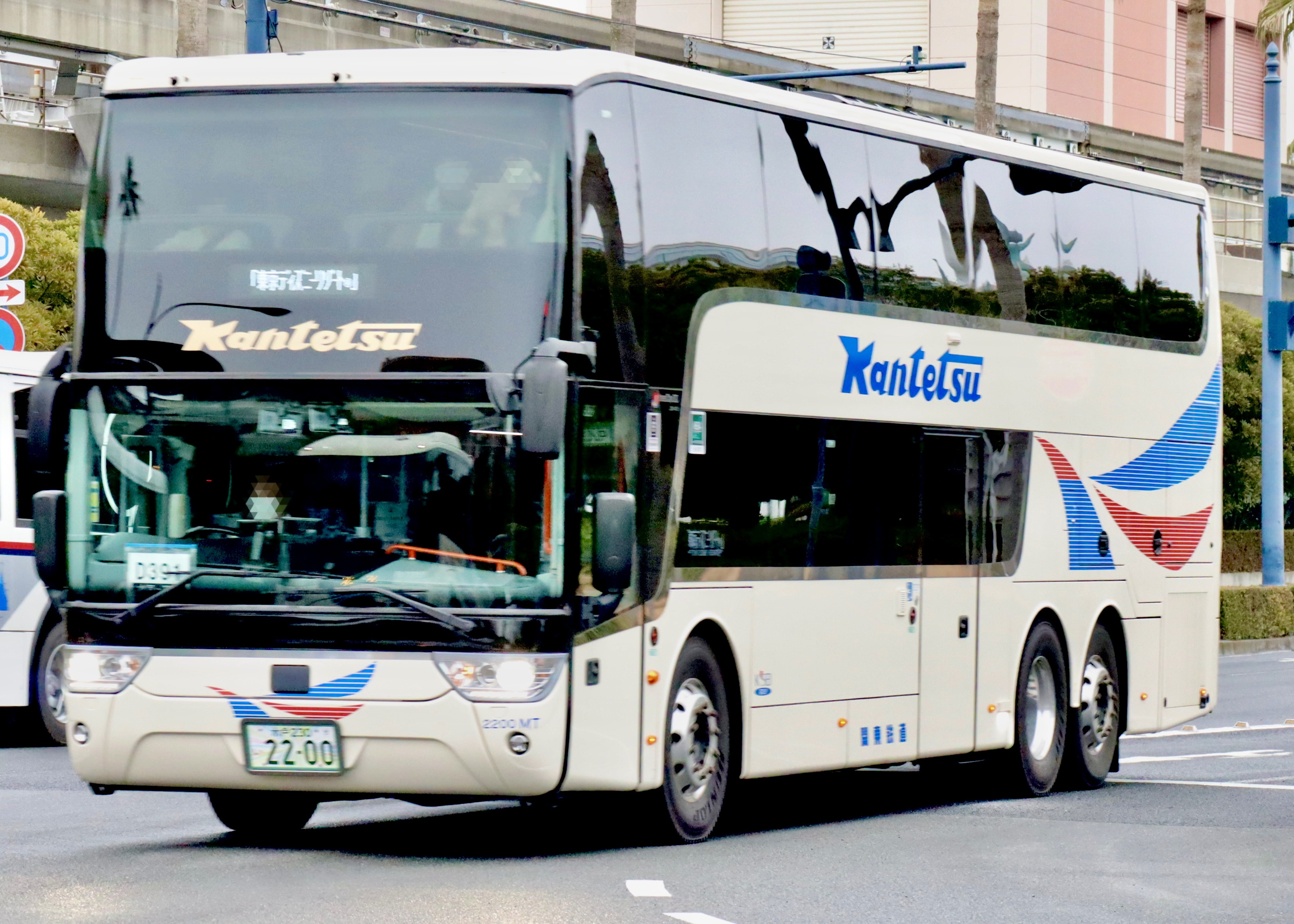
TDR行きとなる2階建てバス

- - 2018年（平成30年）3月1日運行開始[21]。
  - 2020年（令和2年）9月16日よりつくばセンター及びつくば市内を経由して運行[22]。
  - 2021年（令和3年）10月1日、車両を2階建てバスに変更。
  - 2022年（令和4年）3月1日、この日の運行便より予約後の乗車券購入期限が設定される[23]。

東京ディズニーリゾート内はディズニーシー→ディズニーランドの順に停車する。土浦発・鹿島神宮発とは異なり当線は東京テレポート駅までの延長運行はしない。水戸発は早朝1便のみ。ディズニーリゾート発は日中1便、夜1便のみの運行。運賃は水戸駅南口～大塚間での乗降は片道2,680円、往復4,500円（往復運賃は事前予約のみ適用）、石岡での乗降は片道2,140円、往復3,560円（往復運賃は事前予約のみ適用）、つくばセンター～下広岡間での乗降は片道1,650円、往復2,750円（往復運賃は事前予約のみ適用）。ご予約は乗車予定日の1ヶ月前から乗車予定前日の19:00まで、パソコン・携帯電話及び水戸営業所への電話で受付。乗車券発券は各コンビニエンスストア、水戸営業所、石岡営業所、関鉄観光バス水戸駅前案内所で発行できる。なお、ディズニーリゾートが休園の場合は当路線も全便運休となる。
- TMライナー（水戸駅南口・（県庁バスターミナル・赤塚駅北口）- 石岡 - 並木大橋・つくばセンター・筑波大学病院・筑波大学、土浦営業所と共同運行）
2019年（令和元年）10月1日運行開始[24]。2005年（平成17年）8月24日につくばエクスプレスが開業した際に、当所では朝の1往復（水戸駅発始発便）のみ運行担当したが、2006年（平成18年）10月1日の減便の際に土浦営業所単独運行に伴い、撤退。その後2010年4月26日に廃止、同日に関鉄観光バスが経路変更の上運行開始したが、2019年10月1日より茨城県の社会実験による増便に伴い、土浦営業所と共に再参入した。関東鉄道担当便は平日は水戸駅南口発着で県庁バスターミナルを経由し、一部便が偕楽園・筑波大学発着となる。土休日は全便が水戸駅南口・北口より赤塚駅北口を経由し、つくばセンターまでの運行となる。その後2024年4月に偕楽園乗り入れを廃止し、さらに関鉄観光バスが運行から撤退、関東鉄道水戸営業所・土浦営業所での管轄となった[25]。

## 廃止路線

### 一般路線バス
- 水戸駅 - 大工町 - 千波 - 県福祉会館前 - 小吹新道 - 植物公園
木工団地前経由に振り替える前は当線が小吹方面のメインルートだったが、1987年（昭和62年）に市立競技場が開設されて以降は、1日1本に減らされていた。2003年（平成15年）9月29日廃止。
- 水戸駅 - 新道（芳流橋） - 大内田 - 見川一本松 - 清水 - 新道（芳流橋） - 水戸駅（見川循環）
2003年（平成15年）3月のダイヤ改正時に一時休止路線となったが、7月に復活。同年9月末で廃止。
- 水戸駅 - 水戸市役所前[26] - 水戸駅南口 - 台町 - 四中前 - 大和田 - 新興農場 - 中山
かつては偕楽園発着であった。2004年（平成16年）廃止。終点の「中山」バス停は転回施設はなく、運行時刻に合わせて吉沢車庫から回送してくる運用だった。
- ときわ台団地 - 大工町 - 水戸駅 - 竹隈町 - 酒門 - けやき台団地 - 千束三差路 - 若宮 - 桝原 - 中石崎 - 涸沼 -（明光中学校）- 長岡坂下
朝の1便は途中、明光中学校に乗り入れていた。2003年（平成15年）に県自動車学校発着（平須経由）からときわ台団地発着へ変更。2004年（平成16年）廃止。終点の「長岡坂下」バス停は転回施設はなく、運行時刻に合わせて吉沢車庫から回送してくる運用だった。
- 県自動車学校 - 平須 - 県福祉会館前 - 千波 - 大工町 - 水戸駅 - 竹隈町 - 酒門 - けやき台団地 - 千束三差路 - 若宮 - 桝原 - 下石崎秋の月 - 涸沼 - 長岡坂下
廃止直前は長岡坂下方面への片道1本のみ運行。「青物町」～「酒門」間と「這坂」～「明光中学校入口」間は茨城交通旧53系統と、「水戸駅」～「酒門」間と「這坂」～「涸沼」間はジェイアールバス関東旧水戸南・涸沼線とそれぞれ同一ルートを走行していた。
- 茨城町役場 - 奥ノ谷 - 小鶴火の見下 - 野曽 - 仁古田 - 住吉新宿 - 旭台 - 航空通信所前 - 友部病院 - 友部駅
2001年（平成13年）までは鉾田営業所が運行担当。2004年（平成16年）廃止。涸沼川中流沿線の各集落を結んだ路線。「運動公園前」～「住吉新宿」間はフリー乗降区間だった。
- 水戸駅南口 - 水戸市役所前[26] - 文化センター - 千波上本郷 - 緑岡高校入口 - 笠原小学校 - 卸センター - 桜ノ牧高校前 - イオン水戸内原SC
2005年（平成17年）にイオン水戸内原ショッピングセンター（現・イオンモール水戸内原）開店時に新設。「桜ノ牧高校前」より先はイオンSCまで途中不停車だった。休日のみ運行だったが2006年（平成18年）9月末で廃止。
- ときわ台団地 - 大工町 - 水戸駅 - 竹隈町 - 酒門 - 中千束 - けやき台団地
2003年（平成15年）のダイヤ改正で酒門小学校入口経由に経路変更した後もけやき台団地発の便が休日片道1本のみ残存した。2004年（平成16年）廃止。
- 水戸駅 - 文化センター入口 - 払沢 - 畑中 - 台町住宅 - 古宿 - 住吉町 - 吉沢車庫
廃止直前は吉沢車庫発片道1本のみの運行。
- 水戸駅 - 文化センター - 千波上本郷 - 緑岡高校前
- 湖南住宅前 - 御茶園 - 千波下本郷 - 千波小学校前 - 畑中 - 台町住宅 - 千波中学校
- 県自動車学校 - 平須 - 県福祉会館前 - 千波 - 大工町 - 水戸駅 - 竹隈町 - 酒門 - 安住 - 新興農場 - 中山 - 三原 - 矢頭 - 県自動車学校 - 吉沢車庫
1985年（昭和60年）の路線再編時に水戸市役所前[26]、四中前経由に変更。同時に中山止まりとなった。
- 吉沢車庫 - 台町 - 水戸駅南口 - 水戸市役所前[26] - 水戸駅 - 大工町 - 千波 - 奥ノ谷 - 堅倉 - 石岡駅 - 石岡二高
水戸発朝1本のみ運行。
- 偕楽園 - 大工町 - 水戸駅 - 水戸市役所前[26] - 水戸駅南口 - 柳町中央 - 酒門 - 柏渕
- 水戸駅 - 文化センター - 御茶園 - 湖南住宅前 - 千波山 - 大工町 - 水戸駅（御茶園循環）
方向幕は「御茶園」表示。内回り（御茶園→水戸駅→大工町）と外回り（大工町→水戸駅→御茶園）の両方向あった。2003年（平成15年）のダイヤ改正で廃止。
- 県自動車学校 - 平須 - （卸センター） - 県福祉会館前 - 千波 - 大工町 - 水戸駅 - 三高下 - 台町 - （吉沢車庫） - 県自動車学校 - 矢頭 - 奥ノ谷坂上
県自動車学校（平須経由）発、卸センター発、吉沢車庫発がそれぞれ運行されていた。吉沢車庫発は水戸駅・水戸市街地を経由しない出入庫系統だった。1997年（平成9年）に茨城町役場乗り入れ以降は当線は朝夕のみの運行に減便。その後2003年（平成15年）のダイヤ改正で矢頭線全便が茨城町役場発着となり廃止。
- 卸センター - 県福祉会館前 - 千波 - 大工町 - 水戸駅 - 三高下 - 台町 - 県自動車学校 - 矢頭 - 長岡十字路
台町経由奥ノ谷方面の最終便として運用されていたが2003年（平成15年）3月のダイヤ改正で廃止。
- 水戸駅 - 三高下 - 台町 - 県自動車学校 - 矢頭 - 奥ノ谷 - 茨城東高校
- 吉沢車庫 - 台町 - 水戸駅南口 - 水戸市役所前[26] - 水戸駅 - 大工町 - 千波 - 県福祉会館前 - 県庁前 - 平須団地入口 - 明光台団地
2004年（平成16年）に水戸医療センターに延伸後、2008年（平成20年）に明光台団地内乗り入れ廃止。
- 茨城町役場 - 奥ノ谷 - 矢頭 - 県自動車学校 - 台町 - 三高下 - 水戸駅 - 大工町 - 千波 - 県福祉会館前 - 卸センター
2005年（平成17年）8月に卸センター発着から県庁バスターミナル発着に振替えられ廃止。
- ときわ台団地 - 大工町 - 水戸駅 - 竹隈町 - 酒門 - 柏渕
2003年（平成15年）までは県自動車学校発着（平須経由）。その後はときわ台団地発着へ変更された。2008年（平成20年）3月に柏渕発着から東部工業団地発着に振替えられ廃止。『柏渕』のバス転回場は東水戸道路の高架下にあった。かつては柏渕から先、『小仲根』まで運行されていた。
- 赤塚駅南口 - 高天原団地 - 桜ノ牧高校前 - 県庁 - 県庁バスターミナル
平日のみの運行で、茨城交通との共同運行。2011年（平成23年）10月2日の運行を最後に撤退。現在[いつ?]は茨城交通単独運行。
- 県自動車学校 - 笠原中学校前 - 県庁バスターミナル - 卸センター - 笠原小学校 - 工業高校前 - みなみ団地入口 - 水戸駅南口
2013年（平成25年）廃止。
- ときわ台団地 - （大内田・見川一本松） - 湖南住宅前 - 御茶園 - 文化センター - 水戸市役所前[26] - 水戸駅南口
かつては夕方の便は見川一本松経由で運行されていた。廃止直前は休日に大内田経由水戸駅南口行きの片道1本のみ運行。2013年（平成25年）廃止。
- 水戸駅 - 文化センター入口 - 新道払沢 - 畑中 - 吉沢団地前 - 吉沢車庫
みなみ団地線開業前は植物公園線の出入庫系統がメインだったが、一部便は水戸駅から更にときわ台団地、卸センター、県自動車学校（平須経由）、奥ノ谷坂上まで延長して運行する便も存在した。2003年（平成15年）3月の改正で休止路線になるも、同年7月のダイヤ改正で休日水戸駅発片道1本のみ復活。2013年（平成25年）廃止。2021年（令和3年）6月の笠原循環線新設で、この路線の途中にあった｢荒谷入口｣バス停が復活した。
- 水戸駅 - 大工町 - 千波 - 県福祉会館前 - 県庁前 - 平須 - 奥ノ谷 - 茨城東高校
石岡線の区間便扱いとして平日朝のみ運行、休日と休校日は奥ノ谷坂上止まりで運行されていた。かつては吉沢車庫始発（水戸市役所前[26] 経由）で運行されていた。反対側の茨城東高校発の便は長岡地内のみ、新長岡、長岡を経由しない旧道経由で運行されていた。2017年（平成29年）9月のダイヤ改正で平日も奥ノ谷坂上止まりとなり廃止[注釈 14]。
- 水戸駅 - 大工町 - 千波 - 県福祉会館前 - 県庁前 - 平須 - 奥ノ谷 - 茨城町役場
2020年（令和2年）8月24日運行開始[27]。上記の水戸駅 - 奥ノ谷坂上線のほとんどの便の起終点を変更する形で運行開始した。朝の1往復（休日は茨城町役場行きの片道1便のみ）は当所が運行担当していたが、2024年4月の改正で関鉄グリーンバス鉾田営業所のみの単独運行になり、当所担当便は廃止された。茨城町役場でのバス転回は茨城町総合福祉センターゆうゆう館前で行う。

### 高速バス
- 水戸 - 日光・鬼怒川線

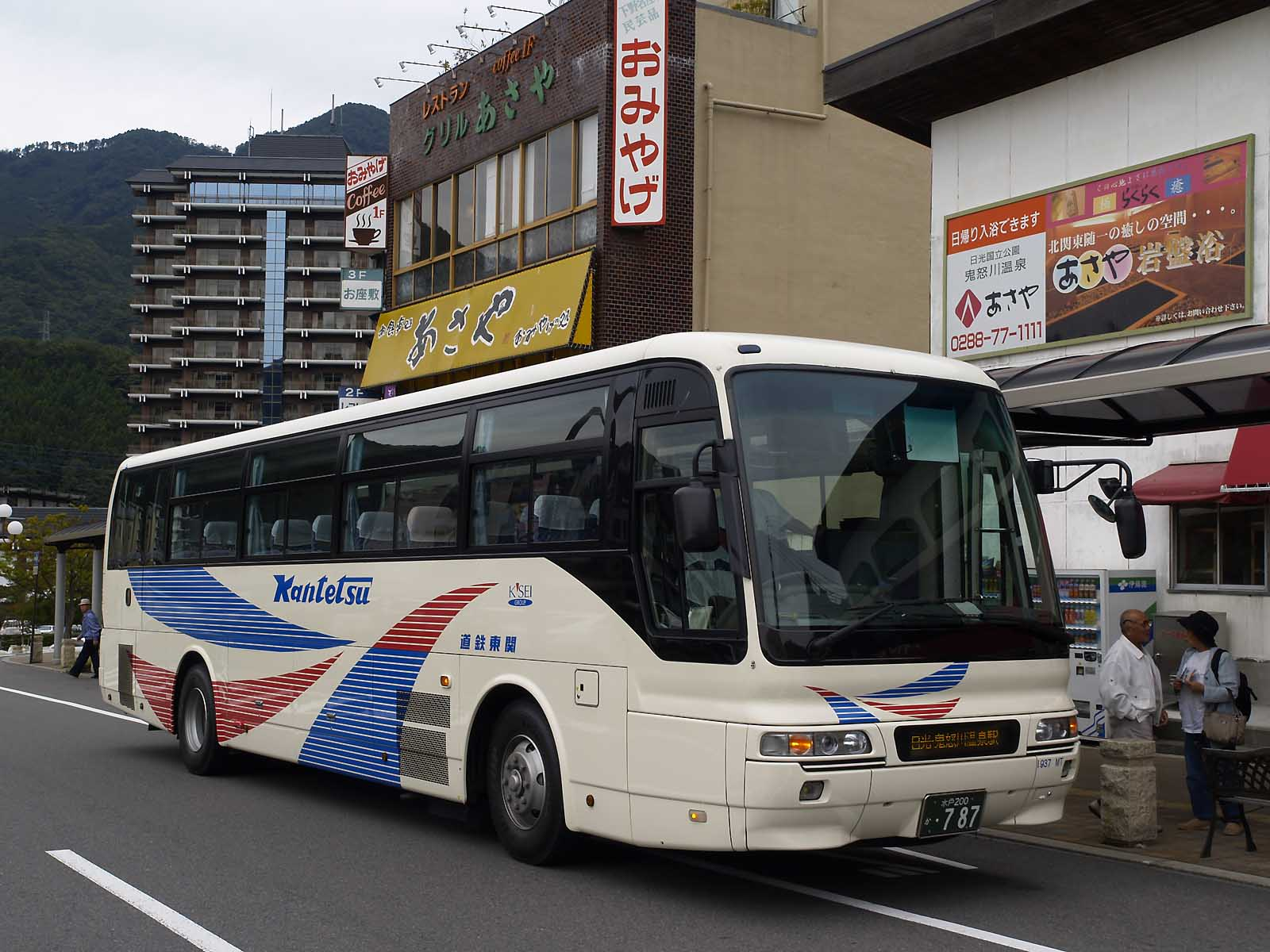
水戸 - 日光・鬼怒川線

- - 水戸駅・大工町・自由ヶ丘・赤塚駅・大塚 ⇔ 東武日光駅・東武ワールドスクウェア・鬼怒川温泉駅

水戸から常磐自動車道、北関東自動車道、東北自動車道、日光宇都宮道路を経由して日光・東武ワールドスクウェア・鬼怒川温泉への観光を目的とした路線。2009年（平成21年）9月17日に運行を開始したが、利用が伸び悩み、2010年（平成22年）4月15日の運行をもって廃止された。[28]
- 北関東ライナー
  - 水戸駅・大工町・茨城大学前・赤塚駅・大塚 ⇔ インターパーク・宇都宮大学前・東武宇都宮駅西口・栃木県庁前・JR宇都宮駅西口

2008年（平成20年）12月、北関東自動車道真岡IC - 桜川筑西IC間が開通したことにより水戸市と宇都宮市が高速道路で直結されたの機に、2009年（平成21年）9月17日に関東鉄道（水戸営業所）・茨城交通・関東自動車の3社共同で運行開始。関東鉄道は計1日6往復のうちの2往復を担当していた。
2010年（平成22年）10月1日のダイヤ改正で、水戸市内のルートが茨城大学前経由となり新原三差路停留所、自由ヶ丘停留所が廃止、宇都宮行は宇都宮駅西口を先に経由し東武宇都宮駅西口が終点となった。
2011年（平成23年）3月31日の運行をもって共同運行から撤退。その後は茨城交通と関東自動車2社により運行されていたが、2022年11月30日の運行をもって廃止されている。。
- 水戸駅南口・水戸駅北口・大工町・茨城大学前・水戸北スマートインターチェンジ⇔東京駅（みと号 茨大ルート）

## 車両
車両の数は比較的多く、土浦、つくば中央に次ぐ台数が在籍するが、路線車は自社発注では大型車よりも中型車の方が多く在籍している。これは本郷、払沢循環が狭隘路線のため、原則として大型車はこの運用に入らないためである。2016年1月には、初の低公害車輌としてエルガハイブリッド（2101MT）が1台投入された。2017年3月にはいすゞ・エルガハイブリッド1台（2141MT）と、三菱エアロミディMKノンステ2台（2136MT、2137MT）が新車として導入され、同時にツーステップバスも全廃した。2018年にはフルモデルチェンジしたいすゞ・エルガハイブリッド1台（2170MT）と、日野・レインボーノンステップ4台（2181MT～2184MT）が新車として導入された。この際、廃車が出なかった代わりに2002年に導入された8E架装の日デ・RMワンステ2台と三菱・MJノンステがグリーンバス鉾田営業所に、日野・レインボーワンステ1台がグリーンバス石岡営業所にそれぞれ転出した。2019年以降の新車では、行先表示に白色LEDが採用されている。2021年には笠原循環、水戸赤塚オメガライン開設に伴い、県南の営業所からいすゞ・エルガミオが4台当所に転属した。
中古車は神奈川中央交通、西武バスからの移籍車が古くから在籍し、関東鉄道で最初に中古車が配置されたのはこの水戸営業所で、第1号の9001MT（1983年式のK-MP型、1990年譲渡）は神奈川中央交通からの移籍である。初期に導入された西武バスからの富士重工業5Eボディを架装する車両は比較的早く廃車されたが、神奈川中央交通からの9002MT、9003MTは2001年（平成13年）夏まで運用されていた。
京成バスからの移籍車は2003年初頭に9182MT（1990年式のP-LV314L･富士重7E架装）から始まり、その後2012年12月には9358MTとして、京成バス奥戸営業所からガーラⅠが移籍し、2014年（平成26年）12月に9387MTとして京成バス松戸営業所よりエアロミディMKワンステップバスが移籍した。2015年には平和交通と京成バスよりレインボーHRノンステップバスが移籍している。
高速車はみと号、TMライナー、茨城空港発着路線、東京ディズニーリゾート線、よかっぺ関西号に使用されている。
また、2010年（平成22年）より、一般路線車において、バーコード式整理券及びICカードおよび釣り銭対応のレシップ製新型運賃箱が導入された。2015年10月1日より、PASMO・Suica等の10社交通系ICカードの利用が可能となった。
2024年（令和6年）2月19日より、大型EVバスとして、BYD製「K8」を1台導入。なお、同会社の土浦、つくば中央営業所でも1台ずつ導入しているが、 各営業所でデザインが異なる。

## 吉沢車庫バス停留所
車庫の入口脇に設けられている。当所を出庫するとバスは全便、左折して水戸駅、赤塚駅方面へ向かう形となる。終着便は車庫向かい側の商店前で降車となる。当停留所を中間バス停として運用されている系統は、2022年時点で存在しない。

### 行先
- 水戸駅行き（三高下経由、四中前経由、本郷経由、払沢経由）
- 県庁バスターミナル行き（三高下、水戸駅、大工町経由）
- 平須・県自動車学校行き（三高下、水戸駅、大工町経由）
- 水戸駅南口行き（一里塚、みなみ団地入口経由）
- 赤塚駅南口行き（笠原中央、大山台住宅、見和図書館経由）※早朝のみ運行、水戸駅非経由